# Timburi (kommun)
Timburi är en kommun i Brasilien.   Den ligger i delstaten São Paulo, i den södra delen av landet, 800 km söder om huvudstaden Brasília. Antalet invånare är 2 646.
Följande samhällen finns i Timburi:
- Timburi

Omgivningarna runt Timburi är en mosaik av jordbruksmark och naturlig växtlighet. Runt Timburi är det ganska glesbefolkat, med 36 invånare per kvadratkilometer.